# Jaen (Philippines)
Pour les articles homonymes, voir Jaen.
Jaen est une localité de la province de Nueva Ecija, aux Philippines. En 2015, elle compte 73 184 habitants.